# Potwór

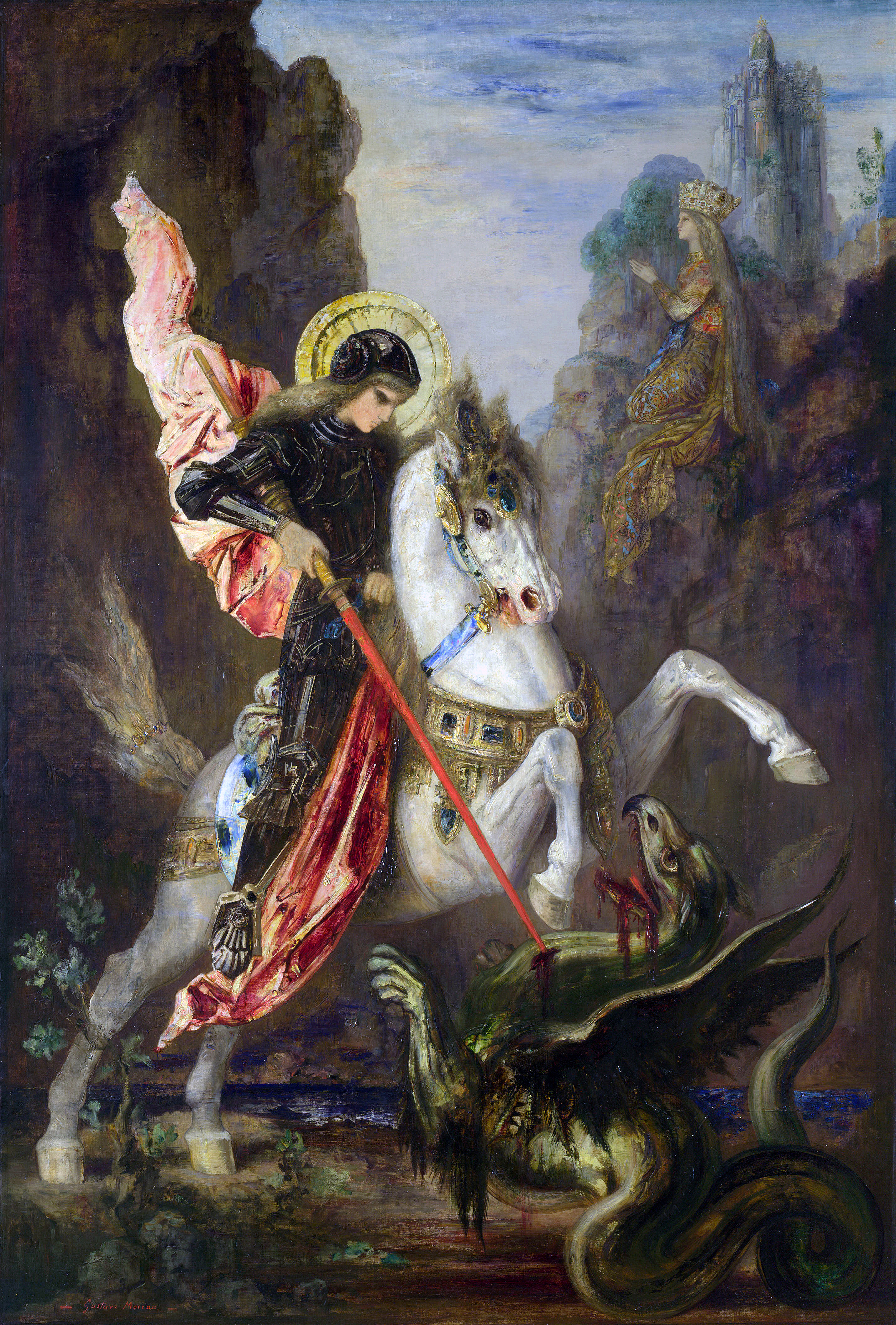
Święty Jerzy walczy ze smokiem, obraz Gustave Moreau (1880)

Potwór, monstrum, bestia (łac. zły omen, cud) – określenie szerokiej grupy fikcyjnych stworzeń występujących w mitologii, legendach, wierzeniach ludowych oraz literaturze grozy. Stworzenia takie zwykle cechują się przerażającym wyglądem, a także agresywnym zachowaniem, często utożsamianym z wcieleniem zła. 
Terminem tym zwykle nie opisuje się istot paranormalnych, które posiadają dominujące cechy ludzkie, chyba że ich osobowość lub wygląd uległy znacznemu wynaturzeniu. Często przedstawiany w kreskówkach.

## Etymologia i znaczenie
Samo słowo wywodzi się od „po tworzeniu” czyli ma to być istota „stworzona już po właściwym dziele stworzenia”. Zbliżonym znaczeniowo terminem jest bestia, choć z założenia, wygląd „bestii” ma przywodzić na myśl istniejący organizm(y) (zwykle kręgowca – gada, ssaka, płaza, względnie rybę lub ptaka), podczas gdy „potwór” ma stanowić zupełnie nową jakość – istotę niepodobną do żadnego znanego ludzkości organizmu. Innym synonimem potwora, występującym zwłaszcza w fantastyce naukowej, jest mutant.

## W folklorze
Od zarania dziejów, potwory pojawiały się w wierzeniach i opowieściach, gdzie łączone były z groźnymi i niezrozumiałymi zjawiskami oraz niezbadanymi regionami świata, często stanowiąc przestrogę przed lekkomyślnością (przykładami mogą być smoki, wilkołaki, czy słowiańskie zmory). Pod tym względem, odgrywały istotną rolę socjologiczną, silniej wiążąc lokalne społeczności i plemiona. Warto jednak odnotować, że w pewnych sytuacjach, potwory występują po prostu jako barwne lokalne przypowieści, bez szczególnej wagi moralizatorskiej – przykładem może być Nessie lub Yeti; znane są też przypadki celowych mistyfikacji i współczesnego tworzenia legend w celu zyskania rozgłosu, czego przykładem może być Paskuda, czyli polski odpowiednik Nessie, grasujący rzekomo pod koniec lat 80. i na początku lat 90. XX w. w Zalewie Zegrzyńskim pod Warszawą.

## W wierzeniach
W religii oraz w licznych mitologiach, potwory niosące chaos i zniszczenie występują jako przeciwnicy bogów oraz ich wysłanników. Przykładem może być biblijny Lewiatan, grecka Hydra lernejska oraz harpie, nordyckie stwory Sköll, Hati, oraz liczne inne potwory Ragnaröku.

## W literaturze
Wymyślone lub wzorowane na wierzeniach potwory stanowią integralną część współczesnej literatury fantastycznej, gdzie często zarówno historia ich powstania, jak i dalszej egzystencji, stają się tematem pierwszoplanowym. Do godnych wzmianki przykładów należą m.in. powieści Frankenstein, Drakula, czy Doktor Jekyll i pan Hyde.
Potwory spotyka się również w utworach fantasy. Dobrym przykładem może tu być także świat Śródziemia, jaki w swoich powieściach stworzył John Ronald Reuel Tolkien. Do potworów należą tu orkowie, trolle czy pajęczyca Szeloba.

## Na co dzień
Współczesne społeczeństwa często odwołują się do tego określenia w celu zdehumanizowania i odcięcia się od postaci, która ze względu na swoje postępowanie, kryteria moralne lub cechy fizyczne wzbudza szczególną odrazę. Potworami określeni mogą zostać zbrodniarze hitlerowscy i bolszewiccy, terroryści czy seryjni mordercy, ale także – co dziś nie spotyka się z otwartą aprobatą – dzieci z poważnymi wadami wrodzonymi (np. anencefalia).